# Pijana Gora
Pijana Gora je naselje v Občini Krško.